# Holts Summit
Holts Summit – miasto w Stanach Zjednoczonych, w stanie Missouri, w hrabstwie Callaway.